# Prisma triangolare biaumentato
In geometria solida, il prisma triangolare biaumentato è un poliedro con 11 facce che può essere costruito, come intuibile dal suo nome, aumentando un prisma triangolare facendo combaciare le sue due facce laterali equatoriali con la base di due piramidi quadrate.

## Caratteristiche
Il prisma triangolare biaumentato è uno dei 92 solidi di Johnson, in particolare quello indicato come J50, ossia un poliedro strettamente convesso avente come facce dei poligoni regolari ma comunque non appartenente alla famiglia dei poliedri uniformi, ed è il secondo di una serie di nove prismi aumentati tutti facenti parte dei solidi di Johnson.

## Formule
Considerando un prisma triangolare biaumentato avente come facce dei poligoni regolari aventi lato di lunghezza {\displaystyle a}, le formule per il calcolo del volume {\displaystyle V} e della superficie {\displaystyle A} risultano essere:
{\displaystyle V=\left({\frac {\sqrt {2}}{3}}+{\frac {\sqrt {3}}{4}}\right)a^{3}\approx 0,9044172\ldots a^{3};}
{\displaystyle A=\left(1+{\frac {5{\sqrt {3}}}{2}}\right)a^{2}\approx 5,3301270\ldots a^{2}.}

## Poliedri correlati
Il prisma triangolare biaumentato può essere aumentato o diminuito aggiungendogli o sottraendogli una piramide a base quadrata e formando così, rispettivamente, il prisma triangolare triaumentato e il prisma triangolare aumentato, anch'essi solidi di Johnson.